# 拓跋素延
拓跋 素延（たくばつ そえん、生年不詳 - 409年）は、北魏の皇族。曲陽侯。

## 経歴
拓跋猗㐌の末裔として生まれた。道武帝の下で小統として諸部の征討に従った。396年（皇始元年）、并州が平定されると、并州刺史となった。397年（皇始2年）、道武帝が柏肆の戦いで敗北すると、并州の守将の封竇真が反乱を起こしたので、拓跋素延が封竇真を斬った。ときに道武帝は帰順者を増やしたいと考え、参合陂の戦いの後に降伏者を殺しすぎたことを悔いて、拓跋素延を殺戮が多すぎるとして免官した。道武帝が後燕の中山を平定すると、拓跋素延は幽州刺史に任じられた。贅沢三昧にふけって、上谷郡太守に左遷された。後に曲陽侯の爵位を受けた。道武帝は質実倹約の生活を心がけていたが、拓跋素延は奢侈が度を越えていたため、道武帝は拓跋素延を嫌った。409年（天賜6年）3月、過去の多数の罪を問われて、処刑された。

## 伝記資料
- 『魏書』巻14 列伝第2
- 『北史』巻15 列伝第3